# Chaetodon miliaris
Chaetodon miliaris – gatunek ryby morskiej z rodziny chetonikowatych.